# بات لورانس
بات لورانس (2 أكتوبر 1942 - ) (بالإنجليزية: Pat Lawrence)‏ هو لاعب كريكت بريطاني.